# 日大数学科事件
日大数学科事件（にちだいすうがっかじけん）は、当時日本大学に勤務していた教職員が辞表を要求され暴行された事件である。

## 経緯
1962年（昭和37年）11月に日本大学文理学部の秋葉安太郎学部長が、数学科助教授の福富節男、木下素夫、専任講師の銀林浩、倉田令二朗4名に対し「思想に合わないから来年三月迄に辞表を出してくれ」と辞職を要求した。
これに対し4人は辞職要求を拒みつつ、日大に見切りをつけるため新たな就職先を探した。翌1963年の1月から3月にかけて、福富は東京農工大学、銀林は明治大学へ移ったものの、倉田は東京理科大学数学科への転職が一度内定していたが、退職理由が不明ということで転職できず、木下、倉田の2名は職員として日大に籍を置く結果となった。
2人への待遇は、諸手当を除いた基本給のみしか支給されない不当なもので、3月には日大数学科の助手1人が何の理由もなく解雇され、更に非常勤講師2人が次年度から担当する筈だった講義を外されるという事態が続いた。その後11月に、東京農工大に転職していた福富が日大文理学部に残された私物を取りに行った際、日大職員から白昼の公道で暴行を受けるといった事件が起こる。
これを受け、即急に福富は秋葉学部長に抗議文を送り、謝罪や暴行者に対する措置の返答を要求したが、誠意のある返答はされなかった。また、在籍している学生に対しても規制や制限をし、1964年6月には学内活動で目立った学生2名を退学処分にしている。